# 我們不戰鬥
《我們不戰鬥》（日语： Bokutachiwa Tatakawanai */?）是日本女子偶像組合AKB48的第40張單曲作品，在2015年5月20日由國王唱片發售。附送有使用時間限制的AKB48第41張單曲選拔總選舉投票用序號卡。Center由島崎遙香擔任。此曲是島崎自《永遠的壓力》（永遠プレッシャー）以來的2年多後再次單獨擔任A面曲的中心成員（Center）。
此單曲作品亦為日本2015年單曲榜年度銷售冠軍。

## 概要
延續AKB48集團的慣例，本單曲也是採一單曲多版本方式發行，共推出Type-A、Type-B、Type-C、Type-D以及劇場盤5種發售，而Type-A、-B、-C、-D還分為內附有活动参加券的初回限定版與內附有生寫真的通常版銷售。此次各版本的初回限量版與通常版都是採用相同的外包裝，僅有內容物不同。
全部5種CD（不論初回限定版或通常版）均附送有使用時間限制的AKB48第41張單曲選拔總選舉投票用序號卡。
主打A面曲的选拔名单与Center是在2015年3月26日，於埼玉超級競技場舉行的「AKB48春季單獨演唱會～次期總現正修行中！～」（AKB48春の単独コンサート〜ジキソー未だ修行中!〜）中的安可時段发表，之后则进行了歌曲的初次披露，並於2015年4月4日播放的TBS综艺节目《全明星感谢祭》中首次進行電視上的演出，而由32名成員共同表演的版本則於5月9日的《AKB48 SHOW!》上首次播出。本次主打曲《我們不戰鬥》的MV由知名导演大友啓史执导。
在B面曲部分，除了未出演A面曲的成员所组成的小分队“Selection 16”所演唱的《Summer side》之外，Type-A、-B、-C、-D四個一般版的唱片中分別收錄有一首以不同的分隊為單位所演唱的B面曲。

## 銷售成績
此單曲發行首日即銷售百萬張，是AKB48第9張首日破百萬張銷量的單曲唱片。若不限首日達成，亦是繼單曲《變成櫻花樹》之後連續21張、總計第22張單曲作品達成百萬張銷量。2015年6月1日，於Oricon榜獲得週冠，此成績是繼《RIVER》後連續第27張單曲唱片獲得週冠。首週銷量共計約167.3萬張，僅次於銷售176.3萬張的《再見自由式》。
此張單曲為2015年單曲榜年度冠軍，亦使AKB達成連續六年位居單曲年度榜第一名。

## 版本與收錄內容
如果不計初回限量版與通常版的差異，《我們不戰鬥》一共有Type-A、Type-B、Type-C、Type-D與劇場版共五個版本，其中前四者除了音樂CD外，尚附有一張DVD，而劇場版則不附對應的影片DVD。除Type-D的四个個版本共同收錄的除了主打A面曲之外，也同時收錄了小分队“Selection 16”的《Summer side》，因此可視為是本單曲的第一B面曲，而Type-D的第二音轨收录的则是川荣李奈的毕业歌曲《你的第二章》。另外，所有版本的第三音軌中個別收錄了一首與其他版本不同的B面曲。
配合CD中所收錄的歌曲，除了劇場版外其他四個版本所收錄的歌曲全都有對應的MV。

### Type-A
除了各版本共通的收錄內容外，Type-A主要收錄了由小瓢虫Chu!演唱的《“男生”列入研究對象》。無論初回限量版還是通常版的封面都是Center島崎遥香的独照。
CD
1. 《我們不戰鬥》（僕たちは戦わない）
2. 《Summer side》 - Selection 16（セレクション16）演唱曲
3. 《“男生”列入研究對象》（“ダンシ”は研究対象） - 小瓢虫Chu!（てんとうむChu!）演唱曲
4. 《我們不戰鬥》純配樂版
5. 《Summer side》純配樂版
6. 《“男生”列入研究對象》純配樂版

DVD
1. 《我們不戰鬥》MV
2. 《Summer side》MV
3. 《“男生”列入研究對象》MV

### Type-B
除了各版本共通的收錄內容外，Type-B主要收錄了由小蝸牛Chu!演唱的《卡夫卡與小蝸牛Chu!》。無論初回限量版還是通常版的封面都是由選拔組中的加藤玲奈、木崎由里亞、島崎遥香、松井珠理奈、宮脇咲良5人一同拍攝。
CD
1. 《我們不戰鬥》
2. 《Summer side》
3. 《卡夫卡與小蝸牛Chu!》（カフカとでんでんむChu!） - 小蝸牛Chu!（でんでんむChu!）演唱曲
4. 《我們不戰鬥》純配樂版
5. 《Summer side》純配樂版
6. 《卡夫卡與小蝸牛Chu!》純配樂版

DVD
1. 《我們不戰鬥》MV
2. 《Summer side》MV
3. 《卡夫卡與小蝸牛Chu!》MV

### Type-C
除了各版本共通的收錄內容外，Type-C主要收錄了由Team 8選拔演唱的《污穢的真相》。無論初回限量版還是通常版的封面都是由選拔組中出演MV的生駒里奈、柏木由紀、加藤玲奈、川荣李奈、木崎由里亞、小嶋陽菜、指原莉乃、島崎遥香、高橋南、松井珠理奈、松井玲奈、宮脇咲良、向井地美音、山本彩、横山由依、渡边麻友16人一同拍攝。
CD
1. 《我們不戰鬥》
2. 《Summer side》
3. 《污穢的真相》（汚れている真実） - Team 8選拔演唱曲
4. 《我們不戰鬥》純配樂版
5. 《Summer side》純配樂版
6. 《污穢的真相》純配樂版

DVD
1. 《我們不戰鬥》MV
2. 《Summer side》MV
3. 《污穢的真相》MV

### Type-D
与前三个版本不同，Type-D主要收錄了由小分队WONDA選抜演唱的《加加油小調》以及川荣李奈的毕业曲《你的第二章》。無論初回限量版還是通常版的封面都是由選拔組中出演MV的生駒里奈、柏木由紀、加藤玲奈、川荣李奈、木崎由里亞、小嶋陽菜、指原莉乃、島崎遥香、高橋南、松井珠理奈、松井玲奈、宮脇咲良、向井地美音、山本彩、横山由依、渡边麻友16人一同拍攝。
CD
1. 《我們不戰鬥》
2. 《加加油小調》（バレバレ節） - WONDA（日语：WONDA）選抜演唱曲
3. 《你的第二章》（君の第二章）
4. 《我們不戰鬥》純配樂版
5. 《加加油小調》純配樂版
6. 《你的第二章》純配樂版

DVD
1. 《我們不戰鬥》MV
2. 《加加油小調》MV
3. 《你的第二章》MV

### 劇場盤
除了各版本共通的收錄內容外，劇場盤主要收錄了由由高桥南与横山由依以“现总&次期總”（ゲンソー＆ジキソー）名义對唱的歌曲《相遇之日、离别之日》。
CD
1. 《我們不戰鬥》
2. 《Summer side》
3. 《相遇之日、离别之日》（出逢いの日、別れの日） - “现总&次期總”（ゲンソー＆ジキソー）
4. 《我們不戰鬥》純配樂版
5. 《Summer side》純配樂版
6. 《相遇之日、离别之日》純配樂版

## 歌曲與參與成員
以下的成员分组以组阁前的情况为准

### 我們不戰鬥
（Center：島崎遙香）
- Team A：川榮李奈★、小嶋陽菜★、島崎遙香★、高橋南★（高橋みなみ）、武藤十夢
- Team K：小嶋真子、田野優花、横山由依★
- Team B：大島涼花、大和田南那、柏木由紀★（兼任NMB48 Team N成員）、川本紗矢、高橋朱里、渡邊麻友★
- Team 4：岡田奈奈、加藤玲奈★、木崎由里亞（木﨑ゆりあ）★、峯岸南（峯岸みなみ）、向井地美音★
- Team 8：坂口渚沙、中野郁海
- SKE48 Team S：北川綾巴、松井珠理奈★（兼任AKB48 Team K成員）
- SKE48 Team E：須田亞香里、松井玲奈★（兼任乃木坂46成員）
- NMB48 Team N：山本彩★（兼任AKB48 Team K成員）
- NMB48 Team BII：渡邊美優紀（兼任SKE48 Team S成員）
- HKT48 Team H：兒玉遙（兼任AKB48 Team K成員）、指原莉乃★
- HKT48 Team KIV：宮脇咲良★（兼任AKB48 Team A成員）
- SNH48 Team SII：宮澤佐江（兼任SKE48 Team S成員）
- 乃木坂46：生駒里奈★（兼任AKB48 Team B成員）

有★标记是代表该成员有參加MV。拍攝上张单曲的选拔成员入山杏奈在Twitter上表示自己辞退了選拔。

### Summer side
「Selection 16」名義
（Center：大和田南那、小嶋真子）
- Team A：武藤十夢
- Team K：小嶋真子、田野優花
- Team B：大島涼花、大和田南那、川本紗矢、高橋朱里
- Team 4：岡田奈奈、峯岸南
- Team 8：坂口渚沙、中野郁海
- SKE48 Team S：北川綾巴
- SKE48 Team E：須田亞香里
- NMB48 Team BII：渡邊美優紀（兼任SKE48 Team S成員）
- HKT48 Team H：兒玉遙（兼任AKB48 Team K成員）
- SNH48 Team SII：宮澤佐江（兼任SKE48 Team S成員）

由未出演A面曲MV的16人构成。

### “男生”列入研究对象
「小瓢虫Chu!」名義
（Center：小嶋真子）
- Team K：小嶋真子
- Team 4：岡田奈奈、西野未姫
- SKE48 Team S：北川綾巴
- NMB48 Team BII：渋谷凪咲（兼任AKB48 Team 4成員）
- HKT48 Team H：田島芽瑠
- HKT48 Team KIV：朝長美樱（兼任AKB48 Team B成員）

### 卡夫卡与小蜗牛Chu!
「小蜗牛Chu!」名義
（Center：大和田南那）
- Team A：谷口惠（谷口めぐ）
- Team B：大和田南那、川本紗矢
- Team 4：向井地美音、村山彩希
- HKT48 Team H：田中美久、矢吹奈子

### 污秽的真相
「Team 8選抜」名義
（Center：坂口渚沙、中野郁海）
- Team 8：坂口渚沙、横山結衣、谷川聖、佐藤七海、本田仁美、横道侑里、永野芹佳、山田菜菜美、中野郁海、倉野尾成美

### 加加油小调
「WONDA選抜」名義
（Center：島崎遥香）
- Team A：島崎遥香、高橋南
- Team K：横山由依
- Team B：柏木由紀（兼任NMB48 Team N成員）、渡邊麻友

### 你的第二章
（Center：川荣李奈）
- Team A：入山杏奈、川荣李奈、小嶋陽菜、島崎遥香、高橋南
- Team K：横山由依
- Team B：柏木由紀（兼任NMB48 Team N成員）、高橋朱里、渡辺麻友
- Team 4：木崎由里亞
- SKE48 Team S：松井珠理奈（兼任AKB48 Team K成員）
- NMB48 Team N：山本彩（兼任AKB48 Team K成員）
- HKT48 Team H：指原莉乃

### 相遇之日、离别之日
「现总&次期總」名義
- Team A：高橋南
- Team K：横山由依

## 獎項
- 第57屆日本唱片大賞：優秀作品獎

## 外部連結
- （日語）單曲唱片介紹（國王唱片官方網站）：
  - Type A 初回限定版 （页面存档备份，存于）、通常版 （页面存档备份，存于）
  - Type B 初回限定版 （页面存档备份，存于）、通常版 （页面存档备份，存于）
  - Type C 初回限定版 （页面存档备份，存于）、通常版 （页面存档备份，存于）
  - Type D 初回限定版 （页面存档备份，存于）、通常版 （页面存档备份，存于）
  - 劇場版 （页面存档备份，存于）

- 歌曲剪輯版MV（AKB48官方YouTube頻道）：
  - YouTube上的《我們不戰鬥》Short ver.
  - YouTube上的《Summer side》Short ver.
  - YouTube上的《“男生”列入研究對象》Short ver.
  - YouTube上的《卡夫卡與小蝸牛Chu!》Short ver.
  - YouTube上的《污穢的真相》Short ver.
  - YouTube上的《加加油小調》Short ver.
  - YouTube上的《你的第二章》Short ver.